# Esther Mengold
Esther Mengold, née le 25 août 1877 à Bâle, et morte le 25 avril 1954 dans la même ville, est une femme  peintre portraitiste suisse.

## Biographie
Esther Mengold est née le 25 août 1877 à Bâle. Elle fréquente  l'école générale de Bâle et a comme enseignant Johann Baptist Weißbrod (de).
Elle étudie à Florence et à Munich, où elle rejoint l'association des artistes puis à Dachau où elle devient élève d'Adolf Hölzel. Elle se rend ensuite à Londres pour étudier et peindre toute seule.
Esther Mengold est une peintre de portraits.
Elle épouse le peintre Paul Altherren en 1910.
Esther Mengold meurt le 25 avril 1954 dans sa ville natale.